# 590 aC
L'any 590 aC és un any del calendari romà. Durant l'Imperi Romà era conegut com a any 164 ab urbe condita. Es denomina any 590 aC des de principis de l'edat mitjana, quan s'estableix el calendari Anno Domini.

## Esdeveniments

### Món hel·lènic
- Entre Mitilene i Tessàlia moren Myrsila i Kerkil, emboscats al bosc. Pítcac de Mitelene esdevé governant de Mitilene.[1]
- Entre 590 aC i el 580 aC: Tirania de Pítac a Mitilene.[1]

###### Àfrica
- Fundació de diverses ciutats jòniques a la desembocadura oriental del riu Nil.[1]

### Àsia

#### Proper orient
- L'Imperi Mede conquereix el regne d'Urartu causant la seva caiguda.[2] Derrota de Manna caiguda de la capital mede, Tuixpa. Fi de Manna i d'Urartu provocada durant els atacs dels Medes contra la Lídia (any aproximat).[3]

#### Antiga Xina

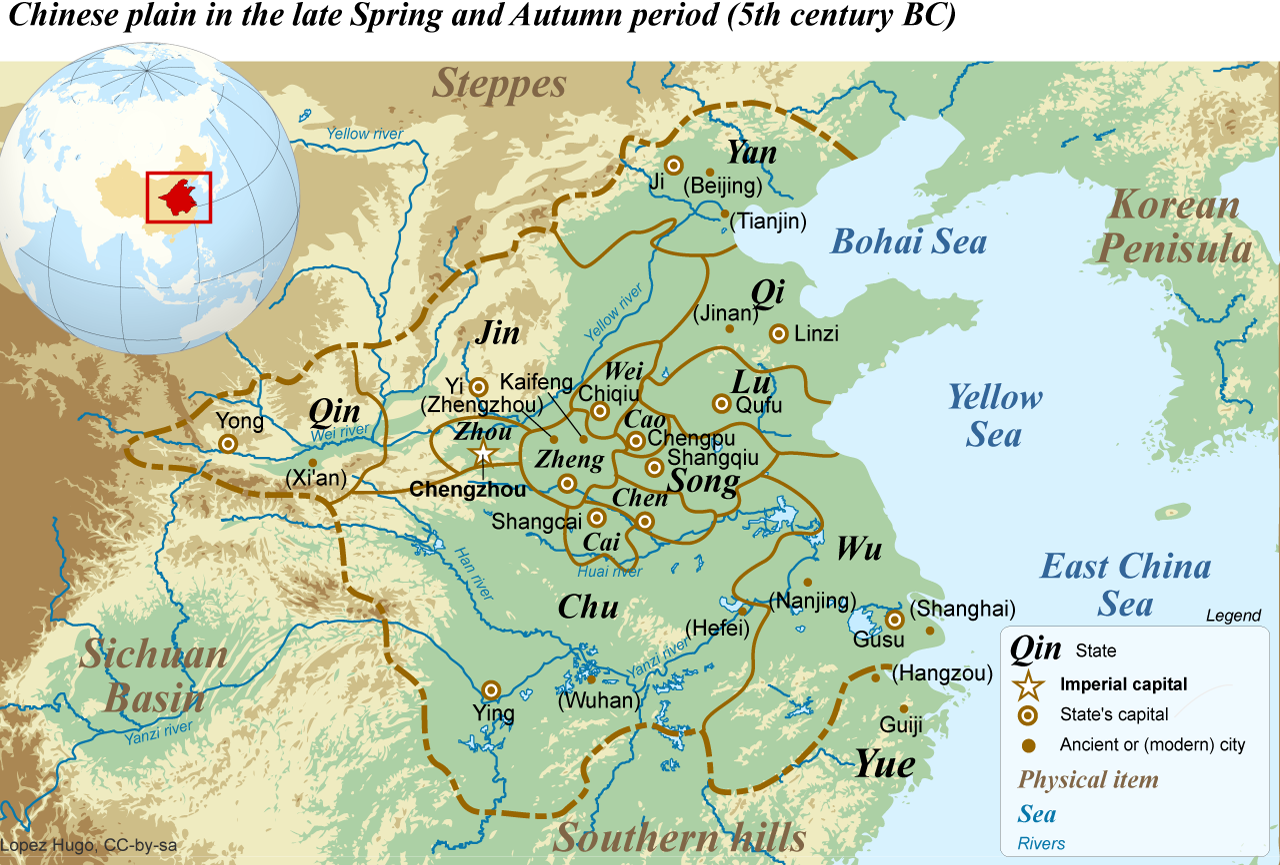
L'Antiga Xina del segle V a.C.

- 494 aC - 590 aC: Hi ha una reforma fiscal i agrària a l'estat de Lu que confirma el seu poder.[4] mentre que en l'època arcaica sembla que es va exigir a la pagesia el conreu gratuït de terres reservades pels nobles, el sistema d'impostors sobre els cereals es va estendre a partir del segle VI aC. Generalment era una dècima part dels cultius, calculats segons la mitjana anual o segons la producció real anual. La pràctica de la tributació en espècies acompanya, molt probablement, un canvi molt important de la condició campeerola: els pagesos guanyen més llibertat i independència respecte els seus antics amos i desenvolupen una certa autonomia.[5]
- Primer any del regnat del príncep de Lu, Cheng-gun.[6]
- 2ª lluna, dia de xin-yu. El príncep de lu, Xuan-gong (mort l'any anterior) és enterrat.[7]
- 3ª lluna: L'exèrcit Lu es dirigeix a Qiu, al costat de la frontera amb l'estat de Qi.[8]
- A l'estiu: L'ambaixador Lu, Zansun Xu, intenta concloure un tractat d'aliança amb el príncep Jin a Chizi.[9]
- A la tardor: L'exèrcit dels Zou és derrotat per Mao Rong, dignatari Jin. Aquest signa la pau amb els zou.[10]